# Речмедин, Леонид Остапович
Леонид Остапович Речмедин (1912—1981) — советский украинский журналист, заместитель редактора республиканской газеты «Радянська Україна».
В 1960—1980 годах — инструктор, заведующий сектором, первый заместитель заведующего Отдела пропаганды и агитации ЦК КПСС.

## Биография
Родился в 1912 году в селе Андрушевка, Липовецкого уезда Киевской губернии Российской империи, в семье учителя.
Свою первую заметку в «большую» газету послал четырнадцатилетним юношей в 1926 году. Писал под псевдонимами: Л. Дніпровий и Леонид Москвиченко.
Работал корреспондентом, заведующим отделом Винницкой областной комсомольской газеты «Молодий Бiльшовик». Член ВКП(б) с 1940 года.
С сентября 1939 года — сотрудник, а с 1940 года — ответственный секретарь редакции львовской областной газеты «Вільна Україна».

### В годы войны
Участник Великой Отечественной войны, в РККА с января 1942 года.
Внчале был инструктором по информации политотдела 96-й отдельной стрелковой бригады 7-го стрелкового корпуса 64-й армии.
В 1943 году — гвардии капитан, редактор газеты «Сталинская гвардия» 94-й гвардейской стрелковой дивизии.
Воевал на Сталинградском, Донском, Воронежском, Степном, 1-м Украинском фронтах.
С августа 1943 года — заместитель ответственного редактора фронтовой газеты «За честь Батькивщини» 1-го Украинского фронта.
Войну окончил в звании майора. Награждён орденами Красной Звезды (1943) и Отечественной войны I степени (1944), медалями «За боевые заслуги» и «За оборону Сталинграда».

### После войны
После войны — заместитель редактора республиканской газеты «Радянська Україна».
В 1950-х годах — в аппарате ЦК Коммунистической партии Украины — помощник 2-го, затем 1-го секретаря ЦК КПУ А. И. Кириченко.
В 1958—1960 годах — в аппарате ЦК КПСС — помощник А. И. Кириченко, который при Н. С. Хрущёве был вторым секретарем ЦК КПСС.
Несмотря на конфликт между Хрущевым и Кириченко, и опалу последнего, а позже смещение с должности Хрущёва, остался в аппарате ЦК КПСС, где работал до конца жизни.
На 1962 год — инструктор Отдела пропаганды и агитации ЦК КПСС по союзным республикам.
На 1980 год — заведующий сектором, заместитель заведующего Отдела пропаганды ЦК КПСС (зав. отделом был Е. М. Тяжельников, курировал отдел секретарь ЦК КПСС М. В. Зимянин).
Умер в 1981 году в Москве.

## Семья
Один из четырёх братьев, младшие — писатель Валентин и географ Иван, старший — учитель химии Пётр Речмидин, который вернувшись с фронта был убит ОУНовцами на Львовщине в 1947 году.

## Публикации
Активно занимался журналистской работой, в том числи и после перехода в аппарат ЦК КПСС.
Некоторые публикации:
- Ядовитое оружие империализма. [Об антикоммунистич. пропаганде буржуаз. идеологов] // Правда Украины, 1968, 15 окт.
- Правдивость и ещё раз правдивость // Журналист, 1968
- Правдивость и объективность // Главные темы. Библиотечка журналиста. — М., Госполитиздат. 1971. — стр. 159—167.